# 35 Dywizja Lotnicza Zwalczania Okrętów Podwodnych
35 Dywizja Lotnicza Zwalczania Okrętów Podwodnych (35 DL ZOP) –  lotniczy związek taktyczny Sił Zbrojnych ZSRR i Federacji Rosyjskiej w strukturach Floty Północnej.

## Struktura i samoloty
| Struktura i samoloty w 1991 |           |         |
| Nazwa jednostki             | Garnizon  | Samolot |
| Dowództwo dywizji           | Kipielowo |         |
| 76 pułk lotnictwa ZOP       | Kipielowo | TU-142M |
| 135 pułk lotnictwa ZOP      | Kipielowo | TU-142M |
| 392 pułk lotnictwa ZOP      | Kipielowo | TU-95RC |